# Afghanistan aux Jeux olympiques d'été de 1996
L'Afghanistan participe aux Jeux olympiques d'été de 1996 à Atlanta. Il s'agit de leur 10e participation à des Jeux d'été. C'est un retour puisqu'en 1992, le pays était alors au début d'une guerre civile.
La délégation afghane devait se composer de deux sportifs mais le boxeur poids léger Mohammad Jawid Aman a été disqualifié après son arrivée aux Jeux car il n’a pas pu se présenter à temps pour la pesée. 

## Athlétisme
Le marathonien Abdul Baser Wasiqi, s'était blessé aux ischio-jambiers avant la course. Néanmoins, il a participé au marathon mais a terminé dernier, plus de deux heures après le vainqueur.
| athlète            | discipline | temps           | place |
| ------------------ | ---------- | --------------- | ----- |
| Abdul Baser Wasiqi | Marathon   | 4 h 24 min 17 s | 111e  |